# Gerhard Hafner (Abt)
Gerhard Hafner OSB (* 19. Oktober 1964 in Trieben) ist Benediktiner und 68. Abt des Benediktinerstifts Admont.

## Leben
Gerhard Hafner wuchs in Trieben in der Diözese Graz-Seckau auf. Nach dem Studium der Theologie in Graz empfing er am 1. Juli 1990 im Grazer Dom die Priesterweihe. In das Benediktinerstift Admont trat er mit seiner Einkleidung am 29. November 1994 ein, wo er am 30. November 1995 seine einfache und am 11. April 1999 seine feierliche Profess ablegte.
Von 1990 bis 1994 war er Kaplan in Schladming, 1994–1995 Novize und danach bis 2012 Pfarrer von Hall. Seit 1996 bekleidet er das Amt des Pfarrers von Admont und des Kirchenrektors der Abteikirche. Von 2000 bis 2015 war er Dechant des Dekanats Admont, 2008 bis 2016 war er Prior des Benediktinerstifts Admont.

## Abt
Unter dem Vorsitz des Abtpräses der Österreichischen Benediktinerkongregation Christian Haidinger wurde Hafner am 25. Jänner 2017 zum 68. Abt des Benediktinerstifts Admont gewählt. Dieses Amt trat er am 17. März 2017, dem siebzigsten Geburtstag seines Vorgängers Abt Bruno Hubl, an. Seine Benediktion fand am 23. April 2017 in der Stiftskirche Admont statt. 
Am 6. Mai 2024 wurde er vom Abtpräses der Österreichischen Benediktinerkongregation zudem zum interimistischen Administrator des Stiftes St. Paul im Lavanttal bis zum Jahr 2026 ernannt, um der Gemeinschaft vorübergehend vorzustehen und gemeinsam Zukunftswege zu suchen.

## Ehrungen und Auszeichnungen
- Ehrenbürger von Trieben (2017)[4]